# Barbosella macaheensis
Barbosella macaheensis là một loài thực vật có hoa trong họ Lan. Loài này được (Cogn.) Luer mô tả khoa học đầu tiên năm 2000.